# Jimmy Wood
James Leon Wood, conhecido como Jimmy Wood (1º de dezembro de 1842 – 30 de novembro de 1927), foi um jogador norte-americano de beisebol que atuou como segunda base e treinador na Major League Baseball. Foi jogador-treinador por quatro diferente times da National Association, onde passou toda sua carreira.
A carreira de Wood  no beisebol organizado começou no início dos anos 1860 quando se juntou ao Brooklyn Eckfords, com o qual jogou por nove temporadas na década seguinte. Em 1870, tomou a posição de jogador-treinador pelo Chicago White Stockings. Foi aqui que Wood é creditado como inventor do spring training quando transferiu seu time de Nova Orleães, Louisiana, antes do início da temporada para o treinar em um clima mais quente. Na temporada de 1871 o time se tornou membro da National Association, mas faliu na temporada seguinte e Wood se mudou para treinar duas outras equipes mal sucedidas: o Troy Haymakers e seu antiga equipe de Eckford. Na temporada seguinte, 1873, ele treinou o Philadelphia White Stockings por um ano até ser capaz de reorganizar uma nova equipe em Chicago.
Em 1874, tentou drenar um abcesso em sua perna usando um canivete. Isto causou uma infecção que levou à amputação de sua perna. Mas isto não encerrou sua carreira como treinador; ele retornou ao Chicago White Stockings e os treinou por duas temporadas antes do fechamento da   National Association em 1875. Se aposentou do beisebol profissional e se mudou para a Flórida e investiu em citrus. Sua filha, Carrie, se casou com William Chase Temple, que era na época, proprietário do Pittsburgh Pirates. Foi de onde surgiu o nome da Temple Cup. A neta de Wood, Dorothy Temple, se casou com o arremessador Del Mason. O paradeiro de Wood foi debatido há anos até recentemente. Em 1885, ele operava uma loja de artigos esportivos em  Chicago. Ele foi rastreado por todo os Estados Unidos e Canadá e eventualmente acabou em São Francisco, onde morreu e foi enterrado no Greenwood Cemetery Em Nova Orleães.